# Лоріс Капіроссі
Ло́ріс Капіро́ссі (італ. Loris Capirossi; нар. 4 квітня 1973, Кастель-Сан-П'єтро-Терме, Болонья, Італія) — колишній італійський мотогонщик, виступав у чемпіонаті світу з шосейно-кільцевих мотоперегонів MotoGP у 1990—2011 роках. Триразовий чемпіон світу: двічі у класі 125сс (1990—1991) та один раз у класі 250cc (1998). Перший гонщик серії Гран-Прі, що виступав на понад 300 етапах протягом кар'єри.
Після завершення гоночної кар'єри працює у службі безпеки MotoGP.

## Статистика кар'єри

### В розрізі сезонів
| Сезон  | Клас   | Мотоцикл      | Команда                | Гонки | Пер | Под | ПП | НК | Очки | Місце | Чемпіон |
| ------ | ------ | ------------- | ---------------------- | ----- | --- | --- | -- | -- | ---- | ----- | ------- |
| 1990   | 125cc  | Honda RS125   | AGV Pileri Corse       | 14    | 3   | 8   | 0  | 0  | 182  | 1     | 1       |
| 1991   | 125cc  | Honda RS125   | AGV Pileri Corse       | 13    | 5   | 12  | 5  | 4  | 200  | 1     | 1       |
| 1992   | 250cc  | NSR250        | Marlboro Team Pileri   | 13    | 0   | 0   | 0  | 0  | 27   | 12    | –       |
| 1993   | 250cc  | NSR250        | Marlboro Team Pileri   | 14    | 3   | 7   | 7  | 5  | 193  | 2     | –       |
| 1994   | 250cc  | NSR250        | Marlboro Team Pileri   | 14    | 4   | 9   | 5  | 5  | 199  | 3     | –       |
| 1995   | 500cc  | Honda NSR500  | Marlboro Team Pileri   | 12    | 0   | 1   | 0  | 0  | 108  | 6     | –       |
| 1996   | 500cc  | Yamaha YZR500 | Marlboro-Yamaha-Rainey | 15    | 1   | 2   | 0  | 0  | 98   | 10    | –       |
| 1997   | 250cc  | Aprilia RS250 | Aprilia Racing Team    | 14    | 0   | 3   | 1  | 2  | 116  | 6     | –       |
| 1998   | 250cc  | Aprilia RS250 | Aprilia Team           | 14    | 2   | 9   | 8  | 3  | 224  | 1     | 1       |
| 1999   | 250cc  | Honda RS250   | Elf Axo Honda Gresini  | 15    | 3   | 9   | 2  | 3  | 209  | 3     | –       |
| 2000   | 500cc  | Honda NSR500  | Emerson Honda Pons     | 16    | 1   | 4   | 1  | 1  | 154  | 7     | –       |
| 2001   | 500cc  | Honda NSR500  | West Honda Pons        | 16    | 0   | 9   | 4  | 1  | 210  | 3     | –       |
| 2002   | MotoGP | Honda NSR500  | West Honda Pons        | 14    | 0   | 2   | 0  | 0  | 109  | 8     | –       |
| 2003   | MotoGP | Ducati GP3    | Ducati Marlboro Team   | 16    | 1   | 6   | 3  | 1  | 177  | 4     | –       |
| 2004   | MotoGP | Ducati GP4    | Ducati Marlboro Team   | 16    | 0   | 1   | 0  | 1  | 117  | 9     | –       |
| 2005   | MotoGP | Ducati GP5    | Ducati Marlboro Team   | 15    | 2   | 4   | 3  | 1  | 157  | 6     | –       |
| 2006   | MotoGP | Ducati GP6    | Ducati Marlboro Team   | 17    | 3   | 8   | 2  | 5  | 229  | 3     | –       |
| 2007   | MotoGP | Ducati GP7    | Ducati Marlboro Team   | 18    | 1   | 4   | 0  | 0  | 166  | 7     | –       |
| 2008   | MotoGP | Suzuki GSV-R  | Rizla Suzuki MotoGP    | 16    | 0   | 1   | 0  | 0  | 118  | 10    | –       |
| 2009   | MotoGP | Suzuki GSV-R  | Rizla Suzuki MotoGP    | 17    | 0   | 0   | 0  | 0  | 110  | 9     | –       |
| 2010   | MotoGP | Suzuki GSV-R  | Rizla Suzuki MotoGP    | 16    | 0   | 0   | 0  | 0  | 44   | 16    | –       |
| 2011   | MotoGP | Ducati GP11   | Pramac Racing Team     | 13    | 0   | 0   | 0  | 0  | 43   | 17    | –       |
| Всього | Всього | Всього        | Всього                 | 328   | 29  | 99  | 41 | 32 | 3190 |       | 3       |

## Особисте життя
Одружений, проживає в Монако. Його перша дитина, хлопчик на ім'я Рікардо, народився 2 квітня 2007 року.
У серпні 2007 року італійська влада оголосила, що розпочала розслідування за підозрою в ухилянні від сплати податків Лорісом Капіроссі у зв'язку з передбачуваним неоголошеним прибутком у розмірі € 1,3 млн, отриманим в 2002 році. До цього влада вже проводила розслідування щодо Валентіно Россі, який мешкав у Лондоні. Менеджер Капіроссі повідомив пресі: «Це абсолютно абсурдно, Лоріс дійсно живе в Монте-Карло і я не розумію, що вони можуть тримати проти нього, він не володіє нічим в Італії …».
Капіроссі сьогодні є членом клубу «Чемпіони для Миру» (англ. Champions for Peace), групі з 54 спортсменів, які прагнуть служити миру на планеті за допомогою спорту, створеного у Монако на основі міжнародної організації миру та спорту.

## Цікаві факти
- Лоріс є наймолодшим гонщиком, кому вдалося виграти титул чемпіона світу (у віці 17 років в класі 125сс)[5];
- Свого часу Капіроссі був гонщиком з найдовшим періодом між першою (у 1990) та останньою (у 2007) перемогами — 17 років, 5 місяців і 12 днів. Це досягнення перевершив Валентіно Россі, вигравши Гран-Прі Сан-Марино 2014[6]
- На останній гонці у кар'єрі, Гран-Прі Валенсії 2011 року, Капіроссі виступав під номером 58 (замість свого «класичного» 65) на честь свого колеги і друга Марко Сімончеллі, який загинув на трасі в Гран-Прі в попередньому сезоні.[7]